# Jérôme de la Mère de Dieu
Pour l’article homonyme, voir Jérôme de la Mère de Dieu (homonyme).
Jérôme de la Mère de Dieu (1590-1661) est un carme déchaux espagnol, militaire converti en Flandre, et auteur d'ouvrages dans sa langue maternelle. Il ne doit pas être confondu avec Jérôme-Gratien de la Mère de Dieu (1545-1614).

## Biographie
Jérôme de la Mère de Dieu est né à Saragosse (Espagne) vers 1590. Ayant opté pour la carrière des armes, il ne tarde pas à mener une vie de désordres, mais se convertit en 1613, alors qu'il se trouve dans les Pays-Bas méridionaux. Admis dans la province flandro-belge des carmes déchaussés, en qualité de frère lai, il y devient un sujet d'édification pour tous ceux qui le rencontrent, particulièrement, note Jean-Noël Paquot, « par une certaine candeur, que l'esprit militaire lui avoit inspirée, et que l'esprit de religion sanctifia ». Il décède à Anvers en 1621.

## Postérité
L'itinéraire de Jérôme précède d'une génération celui, plus fameux, de son confrère français Laurent de la Résurrection (1614-1691), mystique du couvent parisien de la rue de Vaugirard. Le carme espagnol a rédigé un récit de sa conversion, et celui-ci a été inséré dans une œuvre de Michel-Baptiste de Lanuza. Sa contribution au domaine des lettres hispaniques ne s'arrête pas là, puisqu'il a également édité une anthologie poétique et composé un ouvrage de spiritualité mariale.

### Œuvres
- Bouquet de Fleurs, contenant des Poésies espagnoles, recueillies des meilleurs Poètes, Anvers, 1629.
- Entretiens Angéliques entre la Sainte Vierge et un Pécheur, Anvers, 1634.
- Relation de sa miraculeuse conversion, in M.-B. de Lanza, Vie d'Isabelle de Saint-Dominique, p. 28.

### Études
- J.-N. Paquot, « Jérôme de la Mère de Dieu », Mémoires pour servir l'histoire littéraire des dix-sept provinces des Pays-Bas, de la principauté de Liège, et de quelques contrées voisines, Louvain, Imprimerie Académique, t. III,‎ 1770, p. 47, col. 2 - p. 48, col. 1 (lire en ligne).